# Burbank (contea di Santa Clara)
Burbank è un census-designated place degli Stati Uniti d'America nella Contea di Santa Clara, nello Stato della California. Secondo il censimento del 2000 aveva una popolazione di 5 239 abitanti. La zona è indicata come tale a fini statistici.
È parte dell'area urbana della città di San Jose.